# Franciszek Treder

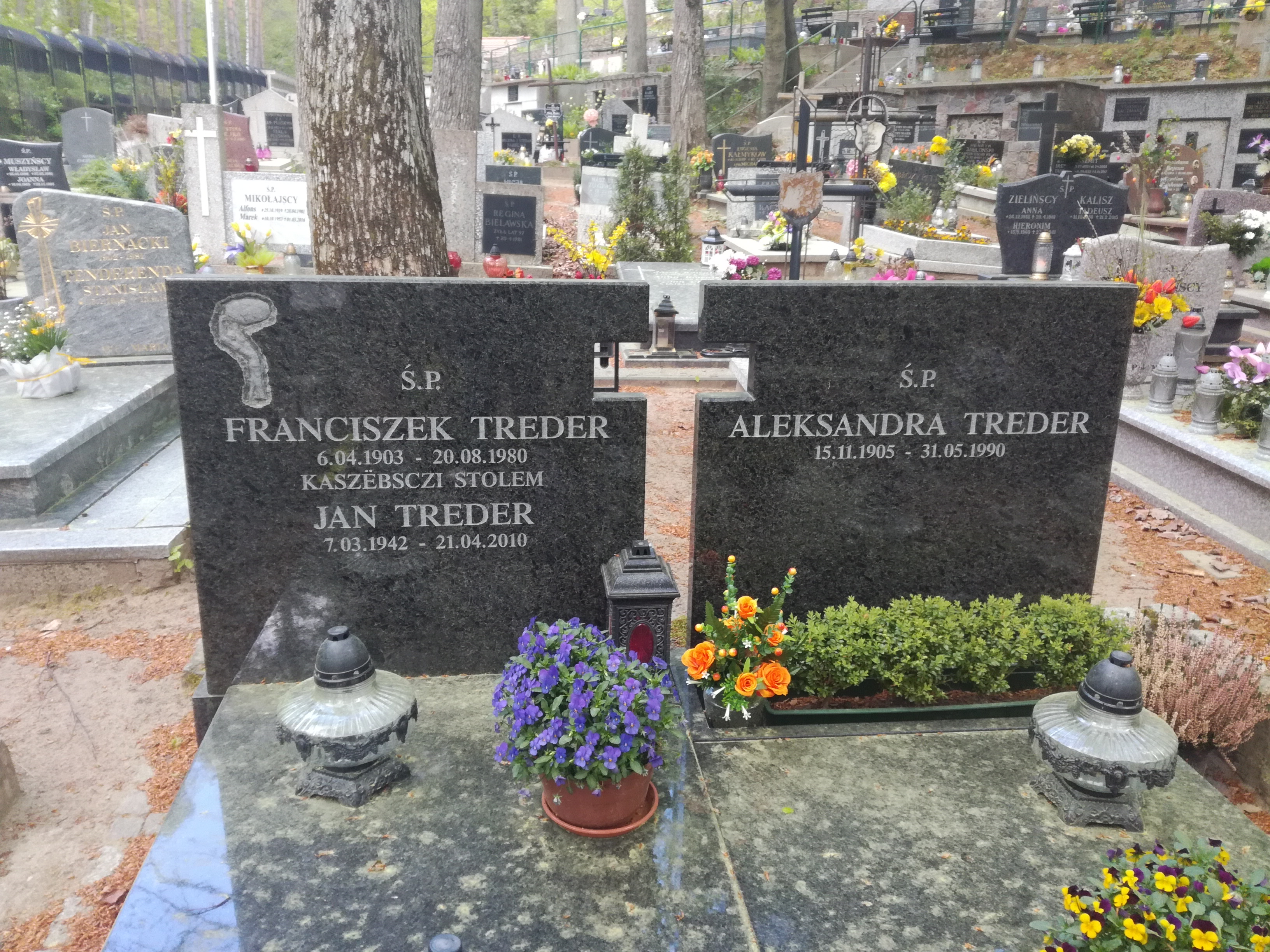
Grób Franciszka Tredera na cmentarzu Witomińskim

Franciszek Treder (ur. 6 kwietnia 1903 w Łączyńskiej Hucie, zm. 22 sierpnia 1980 w Gdyni) – polski nauczyciel, działacz społeczny i twórca Muzeum Kaszubskiego w Kartuzach.
Urodzony w Łączyńskiej Hucie koło Borzestowa, pochodził z wielodzietnej rodziny; rodzice posiadali niewielkie gospodarstwo w Borzestowie oraz karczmę. Ukończył seminarium nauczycielskie w Grudziądzu i podjął pracę jako nauczyciel w Szarłacie, ale ze względu na chorobę serca musiał zrezygnować z zawodu. Za sprawą Aleksandra Majkowskiego zajął się gromadzeniem zabytków kultury materialnej i sztuki ludowej Kaszub oraz wyrobem szkolnych pomocy naukowych. W 1932 roku zorganizował pierwszą wystawę zabytków w Borzestowie. Część z jego zbiorów trafiła jeszcze przed wybuchem II wojny światowej do Muzeum Etnograficznego w Toruniu.
Okres wojenny przeżył w Gdyni, Radomsku, wreszcie na robotach przymusowych w Niemczech. W 1945 roku powrócił na Kaszuby i wznowił pracę nad gromadzeniem regionalnych dóbr kultury. Otrzymawszy od władz Kartuz budynek po byłym areszcie śledczym i wsparty przez innych miejscowych działaczy zrzeszonych w Towarzystwie Miłośników Muzeum Kaszubskiego, założył muzeum regionalne. Zostało ono otwarte oficjalnie w 1947 roku, a w 1949 roku Treder zorganizował pierwszą wystawę etnograficzną. W 1950 roku Muzeum Kaszubskie w Kartuzach upaństwowiono. Treder przekazał wówczas na jego własność (oraz na rzecz Towarzystwa Miłośników Muzeum) zgromadzone eksponaty i objął kierownictwo placówki, a potem został jego kustoszem (aż do przejścia na emeryturę w 1973 roku).
W ramach prac muzealnych i etnograficznych współpracował m.in. z Bożeną Stelmachowską, Andrzejem Bukowskim, Wacławem Szczeblewskim. Szczególne wsparcie Treder otrzymywał od Franciszka Brzezińskiego, Augustyna Mielewczyka, Izabelli Trojanowskiej. Za swoją działalność kulturalną otrzymał w 1980 r. Medal Stolema.
Zmarł 22 sierpnia 1980 roku w Gdyni i został pochowany na cmentarzu w Gdyni Witominie (kwatera 26-12-4). Jego imię nosi Muzeum Kaszubskie w Kartuzach i Szkoła Podstawowa w Borzestowie, a także jedna z ulic w Kartuzach oraz, reaktywowane w 1992 roku, Towarzystwo Miłośników Muzeum Kaszubskiego.